# Tung Chee-hwa
Tung Chee-hwa (董建華S, Tung Chee-hwaP; Shanghai, 7 luglio 1937) è un politico e imprenditore cinese.

## Biografia
Figlio maggiore del magnate cinese delle spedizioni Tung Chao Yung che fondò la Overseas Container Line (OOCL), Tung rilevò l'azienda di famiglia dopo la morte del padre nel 1981. Quattro anni dopo, la OOCL finì sull'orlo della bancarotta e l'azienda fu salvata dal governo della Repubblica popolare cinese attraverso la figura di Henry Fok nel 1986.

## Carriera
È stato il primo capo dell'esecutivo di Hong Kong in occasione del trasferimento di sovranità, dal 1º luglio 1997 al 12 marzo 2005. Attualmente è vicepresidente della Conferenza consultiva politica del popolo cinese (CPPCC).
È stato nominato membro non ufficiale del Consiglio dell'esecutivo di Hong Kong dall'ultimo governatore britannico Chris Patten nel 1992 ed è stato indicato come preferito dal governo cinese per ricoprire il ruolo di primo capo dell'esecutivo della RAS di Hong Kong. Nel 1996, è stato eletto capo dell'esecutivo da un comitato composto da 400 membri. Il suo governo fu coinvolto in una serie di crisi, tra cui l'influenza aviaria e la crisi finanziaria asiatica del 1997. Nel 2002, è stato rieletto senza concorrenza. Nel 2003, oltre 500 000 manifestanti hanno chiesto a Tung di dimettersi. Tung si dimise nel mezzo del suo secondo mandato il 10 marzo 2005.
Dopo le sue dimissioni, è stato nominato vice presidente della Conferenza consultiva politica del popolo cinese dal governo cinese e nel 2008 ha costituito la Fondazione scambio Cina-Stati Uniti (CUSEF). Nel 2014, ha fondato la Our Hong Kong Foundation, composta da numerosi magnati e imprenditori. È considerata una figura molto influente nella politica di Hong Kong ed è soprannominato "kingmaker".